# Chinese Taipei Open 2010
Die Chinese Taipei Open 2010 waren die 30. Auflage der offenen internationalen Meisterschaften von Taiwan im Badminton. Sie fanden vom 3. bis 8. August 2010 im Xinzhuang Gymnasium in Xinzhuang statt.

## Sieger und Platzierte
| Disziplin    | Gold                        | Silber                        | Bronze                         |
| ------------ | --------------------------- | ----------------------------- | ------------------------------ |
| Herreneinzel | Simon Santoso               | Son Wan-ho                    | Nguyễn Tiến Minh               |
| Herreneinzel | Simon Santoso               | Son Wan-ho                    | Dionysius Hayom Rumbaka        |
| Dameneinzel  | Cheng Shao-chieh            | Bae Seung-hee                 | Bae Yeon-ju                    |
| Dameneinzel  | Cheng Shao-chieh            | Bae Seung-hee                 | Aprilia Yuswandari             |
| Herrendoppel | Jung Jae-sung Lee Yong-dae  | Cho Gun-woo Kwon Yi-goo       | Koo Kien Keat Tan Boon Heong   |
| Herrendoppel | Jung Jae-sung Lee Yong-dae  | Cho Gun-woo Kwon Yi-goo       | Fang Chieh-min Lee Sheng-mu    |
| Damendoppel  | Kim Min-jung Lee Hyo-jung   | Lee Kyung-won Yoo Hyun-young  | Cheng Wen-hsing Chien Yu-chin  |
| Damendoppel  | Kim Min-jung Lee Hyo-jung   | Lee Kyung-won Yoo Hyun-young  | Rie Eto Yu Wakita              |
| Mixed        | Hendra Gunawan Vita Marissa | Tontowi Ahmad Liliyana Natsir | Fran Kurniawan Pia Zebadiah    |
| Mixed        | Hendra Gunawan Vita Marissa | Tontowi Ahmad Liliyana Natsir | Chen Hung-ling Cheng Wen-hsing |

## Finalergebnisse
| Disziplin    | Sieger                      | Finalist                      | Ergebnis            |
| ------------ | --------------------------- | ----------------------------- | ------------------- |
| Herreneinzel | Simon Santoso               | Son Wan-ho                    | 21–14, 21–11        |
| Dameneinzel  | Cheng Shao-chieh            | Bae Seung-hee                 | 21–11, 24–26, 21–17 |
| Herrendoppel | Jung Jae-sung Lee Yong-dae  | Cho Gun-woo Kwon Yi-goo       | 21–10, 21–16        |
| Damendoppel  | Kim Min-jung Lee Hyo-jung   | Yoo Hyun-young Lee Kyung-won  | 21–14, 22–20        |
| Mixed        | Hendra Gunawan Vita Marissa | Tontowi Ahmad Liliyana Natsir | 22–20, 14–21, 22–20 |